# Maïwène Barthélémy
Pour les articles homonymes, voir Barthélemy.
Maïwène Barthélémy, née en 2002 à Raincourt (Haute-Saône), est une actrice française.

## Biographie
Fille d'agriculteurs, Maïwène Barthélémy souhaite suivre les traces de ses parents et s'inscrit en BTS production animale à Vesoul Agro-campus après l'obtention de son baccalauréat,.
Loin des projecteurs, rien ne la destine à faire du cinéma. Pourtant, elle et ses camarades de classe participent un peu par hasard au casting de Vingt Dieux, premier long-métrage de Louise Courvoisier sur un jeune Jurassien insouciant et fêtard contraint de subvenir à ses besoins. Maïwène Barthélémy y campe une agricultrice qui tombe sous son charme alors qu'il se lance le défi de participer au concours du meilleur comté de la région. Présenté dans la section Un Certain Regard au Festival de Cannes 2024 d'où il repart avec le Prix de la Jeunesse, Vingt Dieux est un succès surprise qui séduit 900 000 spectateurs et obtient quatre nominations aux César, dont celui du meilleur espoir féminin pour Maïwène Barthélémy.
Le 28 février 2025, lors de la 50e cérémonie des César,  elle est récompensée du César de la meilleure révélation féminine.
Sollicitée pour de nouveaux projets en tant qu'actrice, elle décide ensuite de se consacrer au cinéma et d'abandonner la filière d'enseignement agricole, même si elle envisage de travailler dans des fermes en cas de besoin.

## Filmographie
- 2024 : Vingt Dieux de Louise Courvoisier : Marie-Lise
- 2026 : Mémoire de fille de Judith Godrèche

## Distinctions

### Récompenses
- César 2025 : Meilleure révélation féminine pour Vingt Dieux réalisé par Louise Courvoisier.